# Anastassija Alexejewna Bizenko

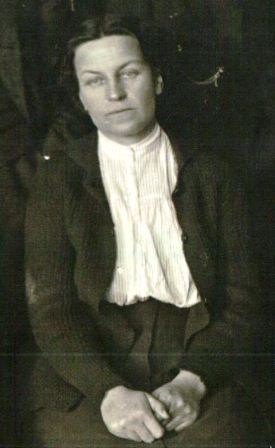
Anastassija Bizenko (1918)

Anastassija Alexejewna Bizenko (russisch Анастасия Алексеевна Биценко; * 10. November 1875 in Alexandrowka, Ujesd Bachmut, Gouvernement Jekaterinoslaw; † 16. Juni 1938) war eine russische Revolutionärin.

## Leben
Anastassija Alexejewna Bizenko wuchs in einer Bauernfamilie in der Ukraine auf. Sie war, ebenso wie ihr Mann, Mitglied der Partei der Sozialrevolutionäre.
Am 22. November 1905 verübte sie ein Attentat auf den Generaladjutanten Wiktor Sacharow, der als der „Schlächter von Saratow“ galt. Wegen Mordes verurteilte sie das Gericht zunächst zum Tod, aufgrund von Petitionen, die mit ihrer „ungenügenden intellektuellen Entwicklung“ und ihrem „weiblichen Geschlecht“ argumentierten, wurde sie nach Sibirien verbannt. Sie verbrachte die Verbannung zusammen mit fünf weiteren Frauen, die alle zum revolutionären Untergrund gehörten und als die Schesterka (russisch: Sechs) bekannt wurden, darunter Marija Alexandrowna Spiridonowa. Während ihres Prozesses verweigerte Bizenko monatelang, ihre Identität preiszugeben und stand als Namenlose vor Gericht.

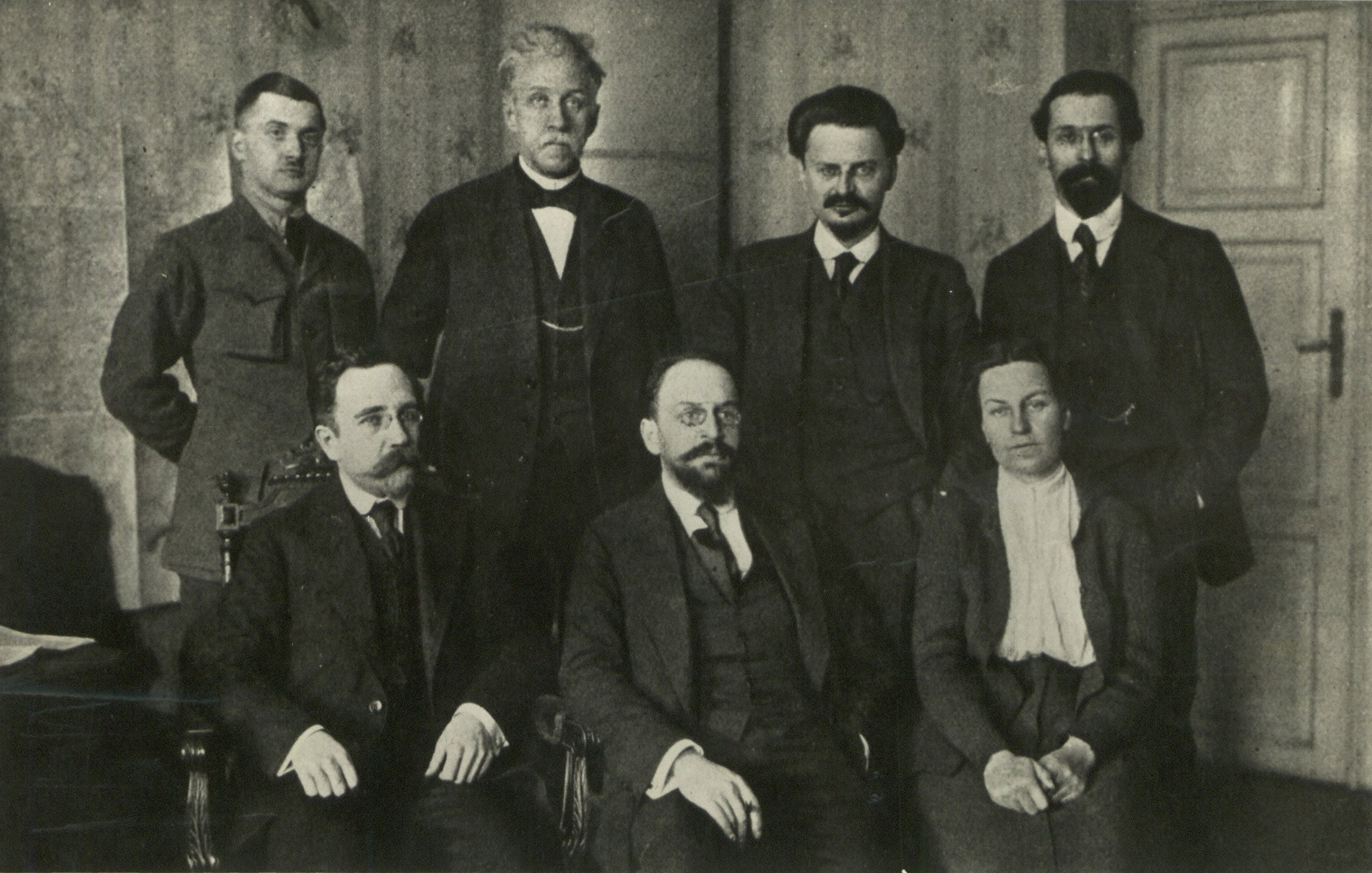
Die russische Delegation in Brest-Litowsk. Sitzend (von links): Lew Kamenew, Adolf Joffe, Anastassija Bizenko. Stehend: V. Lipskiy, Pēteris Stučka, Leo Trotzki, Lew Karachan (1918)

Nach ihrer Befreiung durch die Revolution 1917 wurde Anastassija Alexejewna Bizenko als einzige Frau in die Delegation berufen, die den Friedensvertrag von Brest-Litowsk aushandelte und in der sie die Partei der Linken Sozialrevolutionäre vertrat. Während der Verhandlungen mit den Deutschen lehnte ihre Partei den Friedensvertrag ab, und Bizenko schloss sich der Partei des revolutionären Kommunismus an, einer Splittergruppe der bisherigen Linken Sozialrevolutionäre. Später schloss sie sich der KPdSU an.
1938 wurde Bizenko im Zuge der Stalinschen Säuberungen erschossen und bei Kommunarka begraben.